# Новогригоровка (Бахмутский район)
Новогриго́ровка (неофициально Волчановка) — село в 1 км севернее города Дебальцево Донецкой области Украины, фактически контролируется самопровозглашённой Донецкой Народной Республикой.

## География
- Расстояние до города Дебальцево — 3 км.
- Ближайшая железнодорожная станция — Дебальцево.

К востоку от населённого пункта проходит граница Донецкой и Луганской областей.

#### Соседние населённые пункты по странам света
С: Санжаровка
СЗ: Логвиново, Нижнее Лозовое
СВ: Боржиковка, Вергулёвка — в Луганской области
З: —
В: Депрерадовка — в Луганской области
ЮЗ: Коммуна
ЮВ, Ю: город Дебальцево

## История
Село основано в 1886 году переселенцами из села Григоровка (ныне Днепропетровской области). Среди первых поселенцев — семьи Пугач, Помазан, Шаповаловы, Недвиги.
В начале февраля 2015 года во время боёв в районе Дебальцево село находилось на поле сражений между военными подразделениями ДНР и Украины.

## Население
Численность населения села — 475 человек (2001).

## Инфраструктура
- Сельсовет
- Фельдшерский пункт
- Школа-сад
- Цех по переработке семян подсолнечника
- Магазин

Улицы села:
- Октябрьская
- Восточная
- Первомайская
- Степная

## Местный совет
Село Новогригоровка — административная единица Дебальцевского городского совета. В подчинении находятся села Нижнее Лозовое и Санжаровка.
Адрес сельского совета: г. Дебальцево, с. Новогригоровка, ул. Октябрьская, 27; тел.: 6-89-57.

## Персоналии
- Колосовский, Виктор Евстафьевич
- Брова, Михаил -